# أوجين يفبفر
أوجين يفبفر (بالفرنسية: Eugène Lefebvre)‏ هو سياسي فرنسي، ولد في 9 نوفمبر 1868، وتوفي في 2 يوليو 1921. حزبياً، نشط في الحزب الراديكالي. وقد انتخب نائب فرنسي.